# Hudson Taylor (misionero)

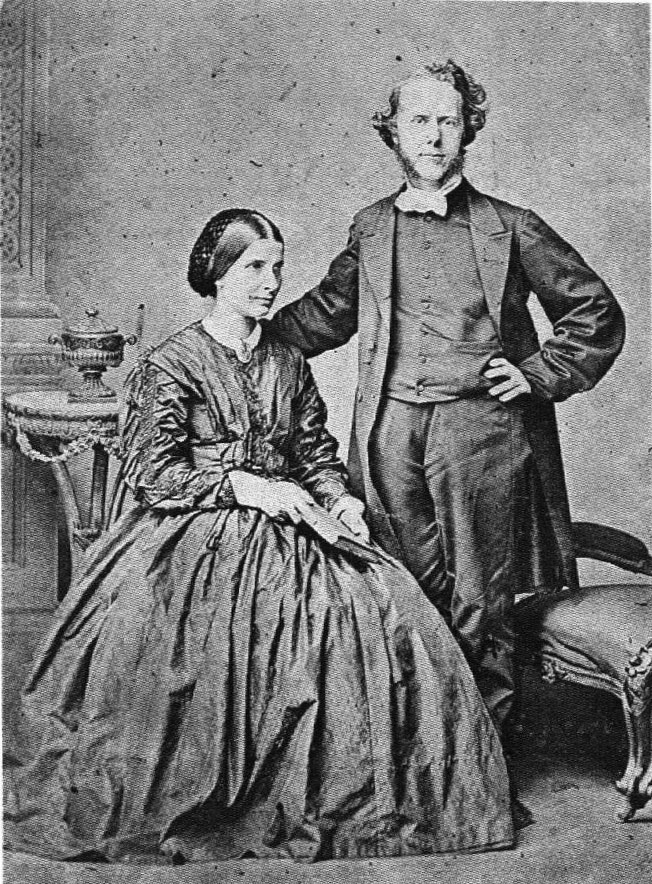
Hudson & Maria Taylor en 1865

James Hudson Taylor  (en chino, 戴德生) (21 de mayo de 1832 – 3 de junio de 1905) fue un misionero bautista inglés en China y fundador de la "Misión al Interior de China", MIC (China Inland Mission), conocido ahora como OMF Internacional.
Taylor trabajo 51 años en China. La entidad que fundó ha llevado a más de 800 misioneros a trabajar en China, que a su vez fundaron más de 125 escuelas, dando como resultado la conversión de 18.000 personas al cristianismo. También, han establecido 300 bases en las dieciocho provincias chinas con más de 500 trabajadores locales.
Taylor era conocido por su respeto de la cultura china y su celo para la evangelización. Tomó la costumbre de usar la forma de vestir de los chinos aunque esto no era normal entre los misioneros de la época. Bajo su dirección, la "Misión al Interior de China" (MIC) interdenominacional. Mujeres solteras, gente de clase obrera y creyentes de diferentes nacionalidades eran también candidatos a ser miembros de la Misión. Principalmente a causa de las campañas de la MIC contra el comercio del opio, Taylor fue reputado como uno de los Europeos más importante del siglo XIX en haber visitado la China. La historiadora Ruth Tucker escribió sobre él que  «ningún otro misionero desde el apóstol Pablo ha tenido tan gran visión y un plan tan bien estructurado para evangelizar una amplia región geográfica que Hudson Taylor».
Taylor fue capaz de predicar en muchas de las variedades del idioma chino incluyendo el mandarino, el chaoshanhua y el wu, estos dos últimos siendo dialectos hablados a Shanghái y Ningbó. Como buen conocedor del dialecto de Ningbó, tradujo el Nuevo Testamento a ese lenguaje.

## Biografía

### Su juventud y comienzo de carrera

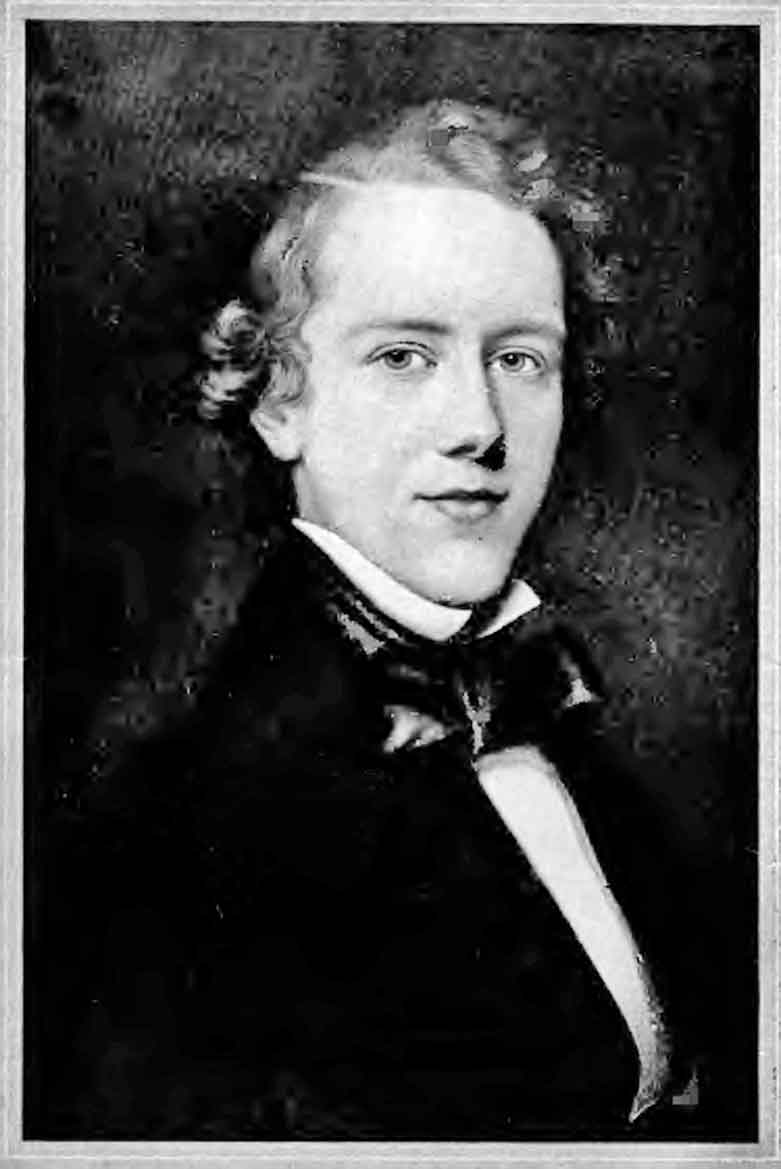
Hudson Taylor a la edad de 21 años

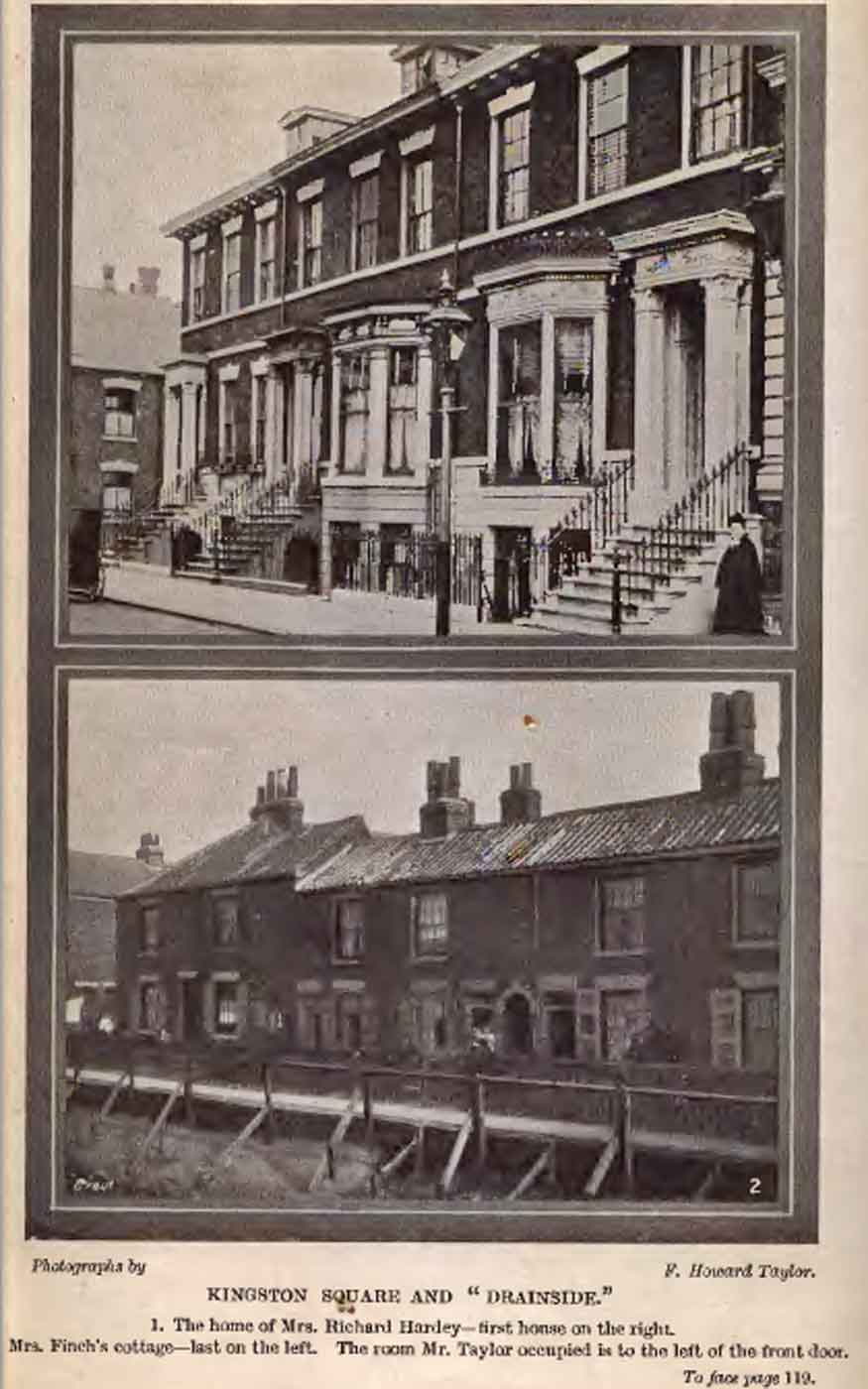
Hudson Taylor trabajó en la residencia del Dr. Hardey en Hull (arriba) y vivió en la pobreza de Drainside.

Taylor nace el 21 de mayo de 1832 en Barnsley, Yorkshire (Inglaterra). Su padre, James Taylor, era un químico (farmacéutico) y predicador laico metodista. Su madre se llamaba Amelia. Durante su adolescencia, se alejó de las creencias de sus padres hasta la edad de diecisiete años, cuando leyó un panfleto evangélico llamado Poor Richard, y profesó su fe en Jesucristo. En diciembre de 1849 decide ir a China como misionero. Es en esta época que entra en contacto con el Dr. Edward Cronin de Kensington, uno de los miembros del primer equipo de misioneros enviados a Bagdad por los Hermanos de Plymouth. Taylor habría fundado aparentemente los principios de la MIC sobre el modelo de misión basada en la fe entrando en contacto con las Asambleas de Hermanos.
Taylor consiguió procurarse una copia del libro China: Its State and Prospects de Walter Henry Medhurst que leyó rápidamente. Empezó al mismo tiempo a estudiar el chino mandarín, el griego, el hebreo y el latín.
En 1851, se muda a un barrio pobre de Kingston upon Hull, o simplemente Hull, para convertirse en el asistente médico del doctor Willam Hardey. Es allí que comenzó a prepararse para una vida de fe y servicio, dedicándose a los pobres y el ejercicio de fe sobre el hecho de que Dios proveerá a todas sus necesidades. Distribuía panfletos comunicando el Evangelio y predicando en la calle a los pobres. Practicó la distribución de folletos evangelísticos y predicación al aire libre entre los pobre. Hudson Taylor fue bautizado en 1852 por Andrew John Jukes de los Hermanos de Plymouth, muy conocido en Hull como maestro de una Asamblea de Hermanos.
En 1852, comenzó estudios de medicina en el Royal London Hospital en el barrio de Whitechapel de Londres, como preparación para su ministerio en China. Efectivamente Inglaterra tenía un creciente interés por China en este tiempo debido a la guerra civil (Rebelión Taiping) falsamente considerada como un movimiento de masa hacia el cristianismo y también, a causa de los informes embellecidos de Karl Gützlaff a propósitos de la accesibilidad a China. A esta época,  la Chinese Evangelisation Society fue fundada y Hudson Taylor se ofreció como su primer misionero.

### Primera visita a China

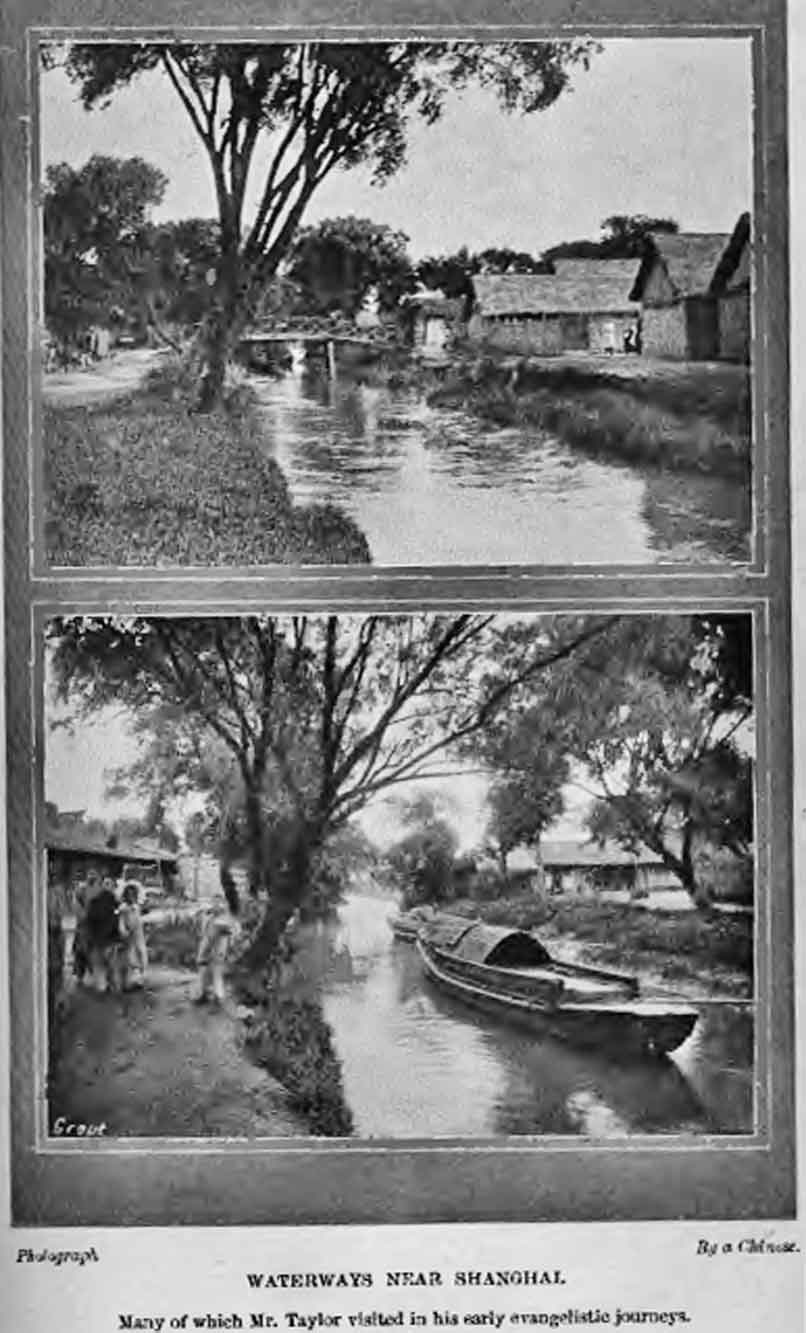
Hudson Taylor viajó por barco a través de los canales de agua navegables de China predicando y distribuyendo Biblias.

Taylor salió de Inglaterra el 19 de septiembre de 1853 antes mismo que pudiera acabar sus estudios de medicina, llegando a Shanghái (China) el 1 de marzo de 1854. Tras un penoso viaje, llega a China en plena guerra civil convirtiendo su primer año en una época de turbulencia. 
Desde 1855, Taylor predicará 18 veces el Evangelio en las proximidades de Shanghái, pero a menudo será mal acogido por la población a pesar del material médico que lleva consigo y de sus competencias. Es entonces cuando decide adoptar la forma de vestirse y el peinado típico de los nativos, lo que le ayudó a atraerse una audiencia sin crear desconfianza. Antes de este cambio de imagen, la gente se refería a él como un «diablo negro» a causa del abrigo que llevaba. Distribuyó miles de folletos y porciones de las Escrituras en Shanghái y sus alrededores. Durante su estancia en esta ciudad, adoptó y cuidó un chico llamado Hanban. 
El evangelista escocés William Chalmers Burns, de la Misión Presbiteriana Inglesa, comenzó su trabajo en Shantou, juntándose Taylor a su trabajo para algún tiempo. Poco después, le notificaron que todo su material médico almacenado en Shanghái había sido destruido en un incendio. En octubre de 1856, cuando viajaba a través de China, unos ladrones le robaron casi todo lo que llevaba consigo. 
Encontrándose en Ningbó en 1857, Taylor recibe una carta de apoyo de parte de George Müller, lo que hizo que tanto su colega John Jones y él mismo dimitieran de su problemática misión. Trabajaron un tiempo como independientes y más tarde crearon la «Misión de Ningbó». Cuatro varones chinos se juntaron a esa labor: Ni Yongfa, Feng Ninggui, Wang Laijun y Qiu Guogui.
En 1858, Taylor contrae matrimonio con Maria Jane Dyer, la hija huérfana del reverendo Samuel Dyer de la Sociedad Misionera de Londres, habiendo sido misionero pionero para los Chinos que habitaban en Penang, Malasia. Taylor había conocido a Maria en Ningbó cuando ella trabajaba en una escuela para niñas dirigida por Mary Ann Aldersey, una de las primeras misioneras en China.
El matrimonio Taylor acogieron a un chico llamado Tianxi mientras vivían en Ningbó. Les nacería un niño en 1858 que murió poco tiempo después. En 1859 nace Grace y poco después Taylor se encargaría del hospital de Ningbó que dirigía antes el Dr. William Parker. En una carta a su hermana Amelia, fechada el 14 de febrero de 1860, Hudson Taylor escribe: 

Si poseyera miles de libras esterlinas, serían para China. Si tuvieras miles de vidas, China debería reclamarlas. ¡No!, no es China, sino que es Cristo. ¿Acaso haremos demasiado para Él? ¿Se podrá hacer lo suficiente para un salvador como Él?

En 1860, debido a problemas de salud, Taylor decidió volver a Inglaterra con su familia. Embarcaron con su hija Grace y un chico joven, Wang Laijun, de la iglesia de Bridge Street de Ningbó, que les será de ayuda en la traducción de la Biblia en su estancia en Inglaterra.

### Su familia y la "Misión al Interior de China"

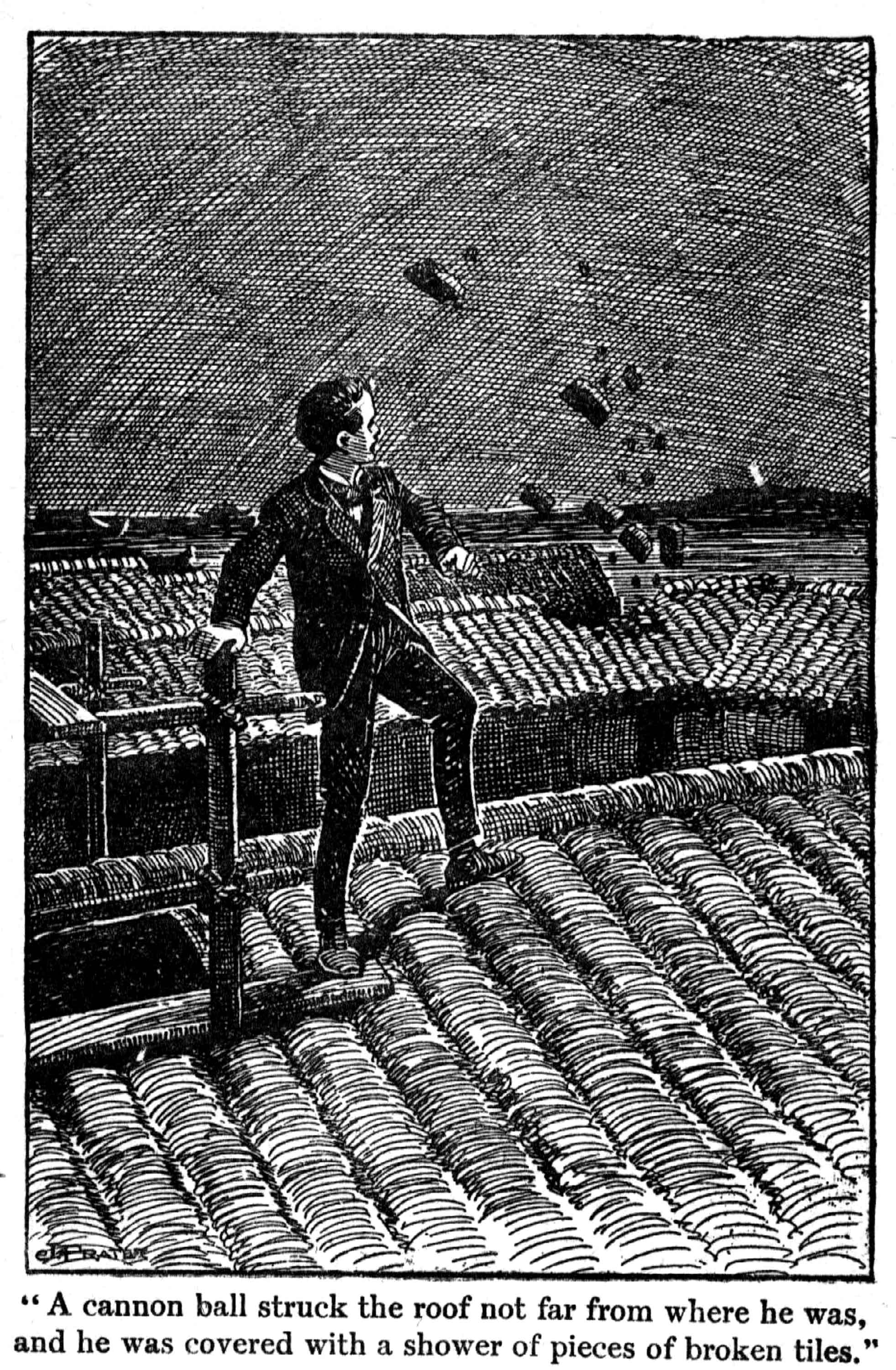
Hudson Taylor estuvo a punto de morir en Shanghái durante la guerra civil.

Taylor utilizó su estancia en Inglaterra para continuar con su trabajo de traducción del Nuevo Testamento en el dialecto de Ningbó para la "Sociedad Bíblica Británica y Extranjera" con ayuda de Frederick Foster Gouch de la Church Mission Society. En 1862 terminó sus estudios (y un curso de obstetricia) en el Royal London Hospital con el Royal College of Surgeons. En 1865, con ayuda de María, publicó un libro titulado China's Spiritual Need and Claims. Esta obra fue de gran ayuda para su ministerio ya que suscitó en los lectores simpatía por China, incluso algunos de ellos se embarcaron para viajar a esa parte de Extremo Oriente. El primero en hacerlo fue James Joseph Meadows en 1862. En el libro de Taylor escribió:

Oh, por la elocuencia en la defensa de la causa de China, por un lápiz sumergido en fuego para pintar la condición de este pueblo.

Viajó muchísimo por las islas británicas hablando en las iglesias de las necesidades existentes en China. En casa, ubicada en el barrio del East End de Londres, ministró en la prisión de Newgate. Fue en este periodo que hizo amistad con Charles Haddon Spurgeon, pastor del Metropolitan Tabernacle Archivado el 6 de julio de 2015 en Wayback Machine., el cual fue de gran apoyo en la vida del misionero. Además, el matrimonio Taylor acogieron al joven Thomas John Barnardo como potencial candidato entre 1865-1866.
Su segundo hijo, Herbert, nace en Londres en 1861, seguido de Frederick en 1862, Samuel en 1864 y Jane en 1865 que desgraciadamente moriría al nacer. 

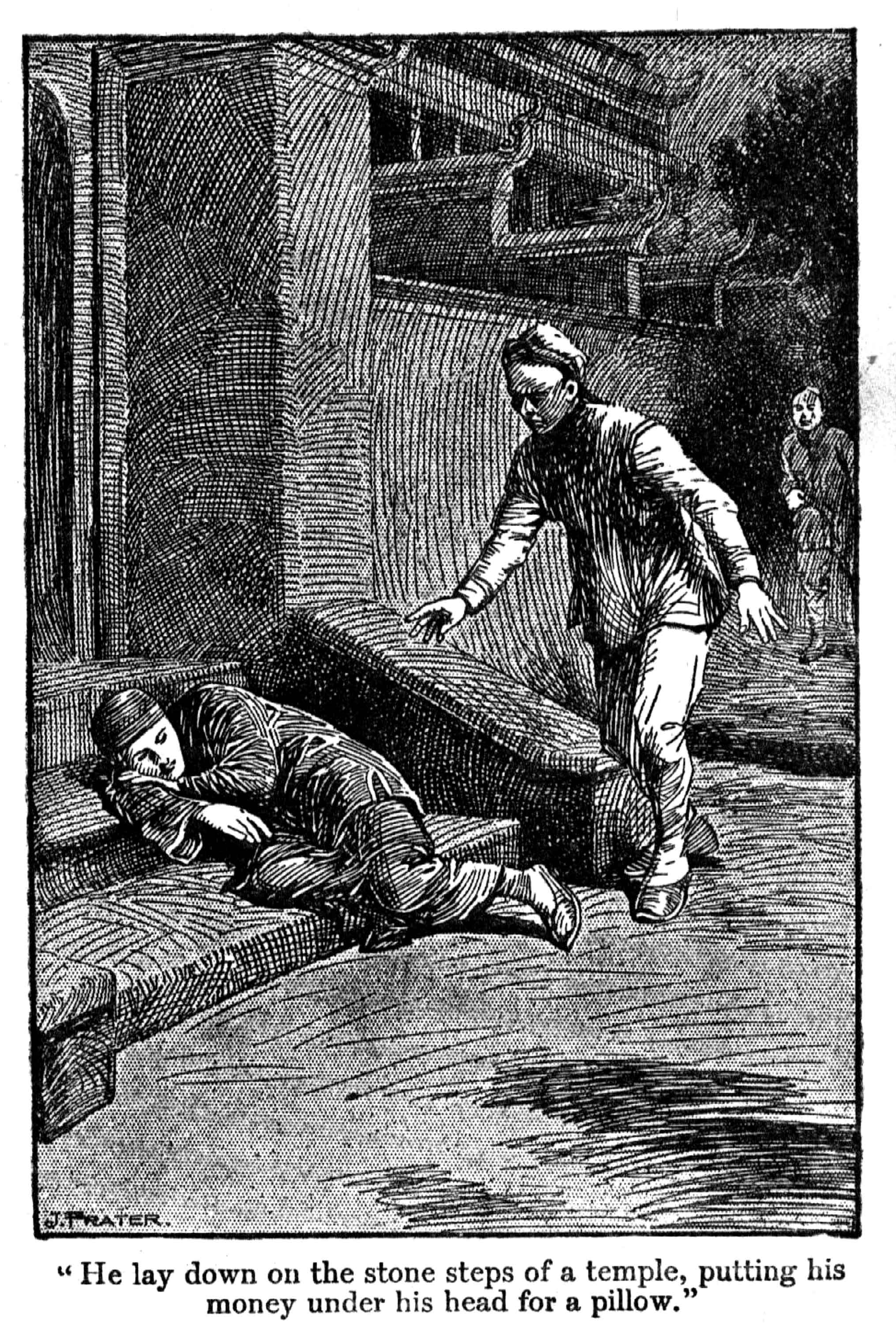
Un ladrón busca a Hudson Taylor en plena noche.

El 25 de junio de 1865, en Brighton, Taylor se entrega plenamente a Dios para la fundación de una nueva sociedad que se encargará de la evangelización de los chinos que se encuentren al interior del país y que aún no han escuchado el Evangelio. Así nace la "Misión al Interior de China" (MIC) con la ayuda de William Thomas Berger. En menos de un año, se seleccionaron 21 misioneros, y 2.000 £ (que equivalen a 130.000 £ en 2007) fueron entregadas a la misión. A principios de 1866, Taylor publicó la primera edición del boletín de noticias del MIC titulado Occasional Paper of the China Inland Mission, que más tarde se convertiría en el China's Millions.
La resumen que sigue, escrito por Taylor, está considerado como representando los valores centrales de la MIC y que resultó más tarde en la descripción típica de un organismo misionero basado sobre la fe o faith mission:
Objeto. La MIC fue formada bajo un profundo sentido de la necesidad urgente y con un deseo sincero, constreñido por el amor de Cristo y la esperanza de su regreso, de obedecer su mandato de predicar el Evangelio a toda criatura. Su objetivo es, con la ayuda de Cristo, llevar al pueblo chino al conocimiento salvador del amor de Dios en Jesús por medio del trabajo itinerante o local en todo el interior de China.
Carácter. La misión es evangélica y acoge a todos los miembros de las principales denominaciones cristianas.
Metodología.  Los métodos, aunque nada habituales y curiosos, han sido adoptadas para el funcionamiento de la organización recién fundada. Determinando que:
1. Los candidatos debidamente cualificados para el trabajo misionero serán aceptados según la confirmación de su fe concerniente a las doctrinas fundamentales y ello sin ninguna restricción con respecto a su denominación.
2. Todos los misioneros deberán depender de Dios en la provisión de sus necesidades con una comprensión clara de que la Misión no puede garantizarles ningún salario, y que no puede tampoco contraer deudas. Algunos fondos pueden ser enviados de vez en cuando a los miembros de la Misión según lo que se reciba. 
Apoyo. La Misión esta totalmente sostenida a través de donativos voluntarios ofrecidos por el pueblo de Dios. Las necesidades se presentan a Dios en oración. No se autoriza ninguna solicitud o recaudación de fondos. Nadie debe gastar por encima de sus medios, contrayendo así deudas, lo que es contradictorio con el principio de plena confianza en Dios.
El 26 de mayo de 1866, tras más de 5 años de trabajo en Inglaterra, Taylor y su familia zarpan nuevamente para China con su nuevo equipo misionero: el Lammermuir Party, en un viaje de cuatro meses a bordo del Lammermuir. En el Mar de la China Meridional y también en el Océano Pacífico, el barco estuvo a punto de naufragar frente a dos tifones. Llegaron sano y salvo a Shanghái el 30 de septiembre de 1866.

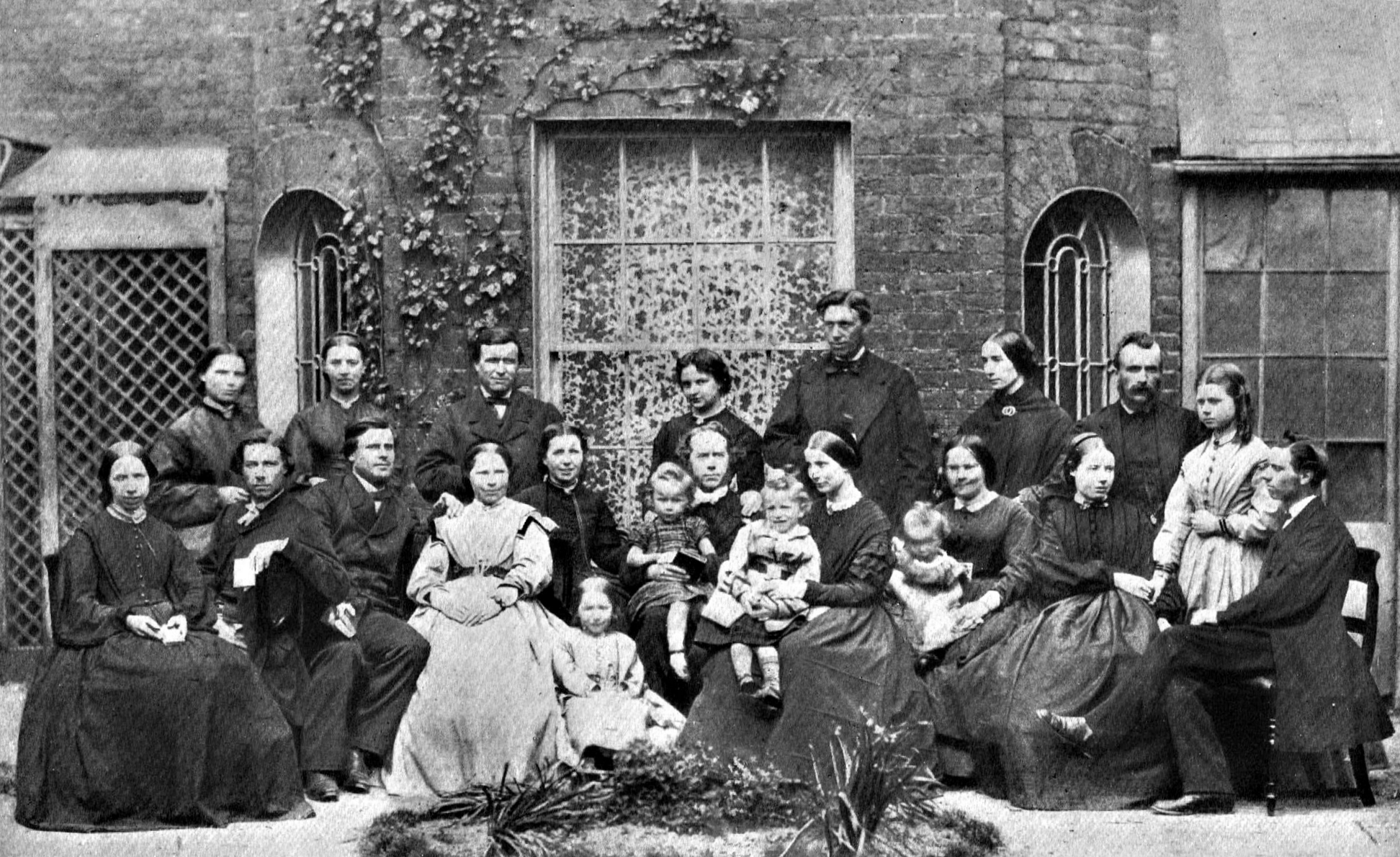
El Lammermuir Party estaba formado por 16 misioneros y por los 4 hijos del matrimonio Taylors.

### De regreso a China
La llegada del mayor contingente de misioneros jamás enviado a China, así como sus decisión de vestirse como ellos, hizo mucho revuelo en el grupo de extranjeros instalados en Shanghái y ocasionó algunas críticas hacia la MIC. Cuando los demás misioneros intentaban preservar su propio estilo de vida a la inglesa, Taylor estaba convencido de que el Evangelio sólo podría echar raíces en suelo chino si ellos se vistiesen de igual manera y fuesen capaces de apoyar la cultura de la gente a la cual intentaban alcanzar. Como argumento tomaba el ejemplo del apóstol Pablo: «Hagámonos como los Chinos en todo, menos en el pecado, con el fin de salvar por todos los medios a algunos de ellos» (cf. 1 Corintios 9:22).
Viajaron a lo largo del Gran Canal de China para edificar un primer asentamiento en la ciudad de Hangzhou devastada por la guerra. Su hija María nace en este periodo. Taylor comenzó su trabajo de médico, predicando al mismo tiempo, lo que le ocasionaba un horario muy cargado. Cientos de personas venían para oírle y ser atendidos en sus dolencias.
Estallaron algunos conflictos en el seno del equipo Lammermuir, lo que redujo su eficacia. Cuándo Grace, hija de los Taylor, murió de meningitis en 1867, se unieron durante un tiempo y arreglaron sus diferencias conflicto ya que habían podido constatar la preocupación de su patrón para el bienestar de todos ellos antes incluso del propio sufrimiento de su hija.

### Motín de Yangzhou
En 1868, los Taylor trajeron un grupo de misioneros a Yangzhou para empezar un nuevo proyecto, pero acontecieron problemas en ese año cuando su misión, que acababa de comenzar fue atacada, saqueada y quemada durante el motín de Yangzhou. A pesar de la violencia, hubo heridos pero no se tuvo que lamentar bajas. Desgraciadamente hubo indignación internacional pues los Chinos fueron acusados por ese ataque sobre ciudadanos británicos (y la posterior llegada de la Royal Navy), hizo que la prensa británica criticó a la MIC por estar a punto de provocar una guerra. Taylor, en ese asunto, nunca pidió la intervención del ejército, pero algunas voces del Parlamento del Reino Unido reclamaron la retirada de todo misionero de China. A pesar de estos acontecimientos, los Taylor regresaron un año después a Yangzhou para continuar su trabajo y hubo algunas conversiones entre la población. 
En 1869, Hudson fue influenciado por un pasaje acerca de la santidad en el libro de Henry Law Christ Is All(Cristo es el todo), que le fue remitido por su colega John McCarthy.

“Recibir al Señor es el inicio de la santidad, venerar a Jesús es crecer en la santidad, entregarse por completo a Él es llegar a la cima de la santidad ”.

Esta nueva comprensión de cómo permanecer en Cristo continuamente será decisivo para el resto de su vida. Así lo confesó a un conocido misionero, Charles Henry Judd, al decrile: "¡Sr. Judd, Dios ha hecho de mí un hombre nuevo!".

### Adiós a María
En 1868, María Taylor dio a luz a Charles. En 1870, el matrimonio Taylor tomaron la difícil decisión de enviar a sus tres hijos mayores (Bertie, Freddie y María, pues Samuel había fallecido a principios de ese mismo año) de regreso a Inglaterra con la señorita Emily Blatchley. En julio nació Noel, pero fallecería de malnutrición dos semanas más tarde a causa de la incapacidad de su madre para amamantarlo. A su vez ella también murió días más tarde a causa del cólera. Su muerte sacudió fuertemente a Taylor y en 1871, su salud se deterioró aún más obligándole a volver en Inglaterra para su recuperación y atender otras cuestiones.

### Matrimonio con Jennie

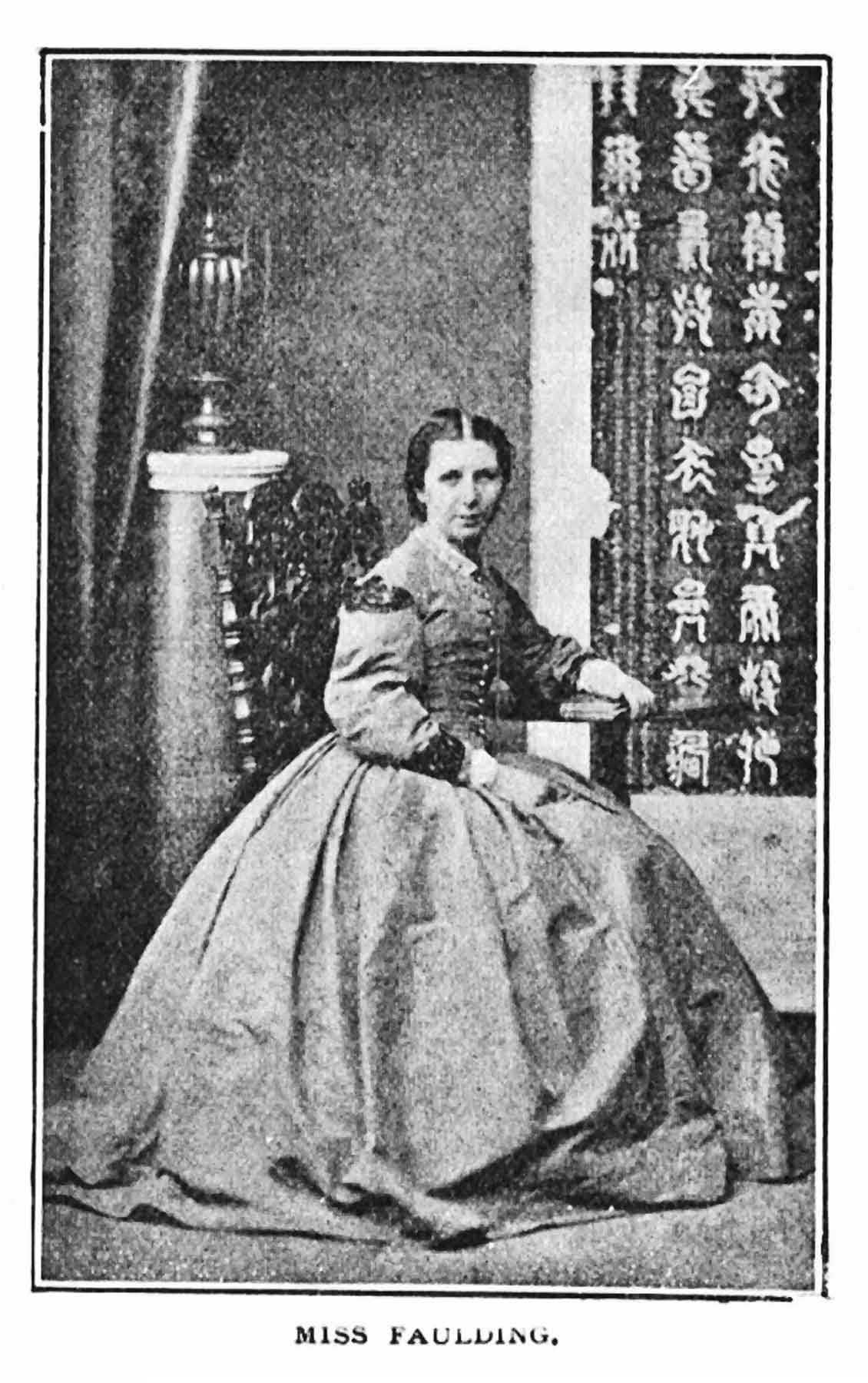
Hudson Taylor se casó con Jennie Faulding en 1871.

En Inglaterra Taylor se casó con Jane Elizabeth Faulding, que había sido compañera de misión desde 1866. Hudson y «Jennie» regresaron juntos a China a finales de 1872. Estando en Nankín, Jennie dio a luz a gemelos (niño y niña) en 1873. Dos años más tarde, los Taylor se vieron obligados a viajar de nuevo a Inglaterra debido a la muerte del Secretario General de la MIC y de la niñera de sus hijos Emily Blatchley. 
Durante el invierno 1874-1875, Taylor sufrió una grave caída sobre un barco de río en China. Su estado físico fue disminuido y viéndose en ese estado hizo un nuevo llamado para otros 18 misioneros. Cuando pudo recobrar sus fuerzas, Jennie se quedó con los niños (entre ellos los nuevos gemelos, Ernest y Amy, así como la hija huérfana de su compañero de misión Georges Duncan), y en 1876 Hudson Taylor volvió a China con los 18 nuevos misioneros. Entretanto, el nuevo Secretario General fue nombrado, siendo elegido Benjamin Broomhall, marido de Amelia, hermana de Taylor.

### La obra sigue creciendo

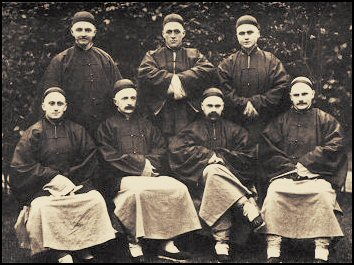
Los Siete de Cambridge vestidos con ropas chinas en 1885.

Fue en este periodo que el ministerio de Hudson Taylor iba a impactar profundamente en Inglaterra a varios miembros de la familia Studd, célebres por la práctica de Críquet. Tres de los hermanos Studd se convirtieron y se involucraron profundamente en la fe. Uno de ellos, el famoso misionero Charles Studd, se embarcaría para China con sus compañeros cristianos de la Universidad de Cambridge y serán conocidos con el nombre de los "Siete de Cambridge".
De 1876 a 1877, Taylor viajó por el interior de China, fundando nuevas bases misioneras. Esto fue posible gracias a la firma de la Convención de Chefoo, tratado entre China y Gran Bretaña, el 13 de septiembre de 1876, abriendo el interior del país a todos y permitiendo que el trabajo misionero se pudiera realizar legalmente. En 1878, Jennie regresa a China y promueve el trabajo misionero entre las mujeres. En 1881, el MIC ya contaba con unos 100 misioneros.
Taylor marchó a Inglaterra en 1883 para contratar a más misioneros y hablar de las necesidades de China. Cuando estuvo de vuelta, se puso a trabajar con un total de 225 misioneros y 59 iglesias. En 1887, el número aumentó con otros 102 misioneros más con la llegada del grupo The Hundred missionaries. En 1888, Taylor trajo consigo a 14 misioneros de Estados Unidos. Allí habló de la MIC a varios en lugares incluido la Niagara Bible Conference donde hizo amistad con Cyrus Scofield, y predicando en Chicago en la iglesia de Dwight L. Moody. Scofield y Moody dieron apoyo activo a la división estadounidense de la MIC.
En 1897, Maria, última superviviente de los hijos nacidos del primer matrimonio de Hudson, murió en Wenzhou. María era madre de cuatro hijos de corta edad y estaba casada con el misionero John Joseph Coulthard. A pesar de morir joven, el trabajo de María fue fundamental para la conversión de varias mujeres chinas al cristianismo.

### El levantamiento de los bóxers
La noticia del levantamiento de los bóxers, así como la interrupción de todo trabajo misionero en 1900 debido a ésta, apenó Hudson Taylor a pesar de que a largo plazo iba a generar un mayor interés para la labor misionera y un crecimiento de la MIC. A pesar de que ello afectó a la MIC más que a cualquier otro organismo misionero (58 misioneros y 21 niños fueron asesinados), Taylor rechazó toda compensación por las propiedades y las vidas pérdidas, todo para demostrar la 'mansedumbre y ternura de Cristo'. Fue criticado por algunos pero recibió el elogio del Ministerio de Relaciones Exteriores Británico (British Foreign Office), cuyo ministro en Beijing hizo un donativo de 200 £ a la MIC, expresando así su admiración y simpatía. Los Chinos fueron impactados por la actitud de Taylor.

### Sus últimos años

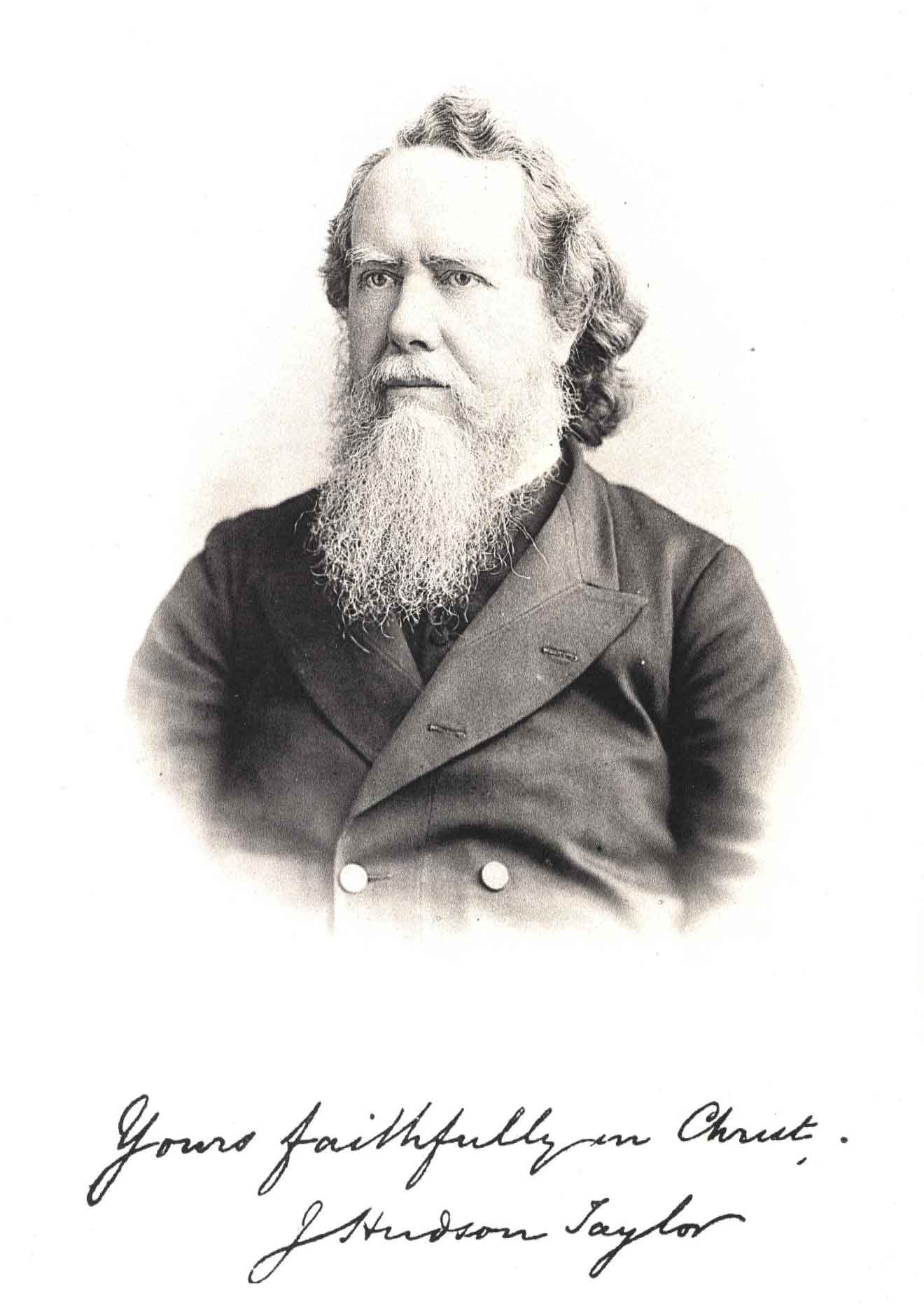
Hudson Taylor en 1893

Debido a problemas de salud, Taylor permaneció en Suiza en semi-retiro con su esposa. En 1900, Edward Dixon Hoste fue nombrado director general interino de la MIC, y en 1902 Taylor renunció oficialmente. Su esposa, Jennie, murió de cáncer en 1904 en la localidad de Chevalleyres-sur-Vevey, Suiza. Enterrada en el cementerio protestante de la parroquia en Saint-Légier-La Chiésaz; su lápida está colgada en la pared del cementerio, cerca de la entrada sur. En 1905, Taylor regresó a China por undécima y última vez. Allí visitó Yangzhou, Zhenjiang y otras ciudades antes de morir repentinamente en casa de Changsha. Fue enterrado junto a su primera esposa, María, en el pequeño cementerio inglés de Zenjiang cerca del río Yangtsé.
El pequeño cementerio protestante de Zhenjiang fue destruido durante la Revolución cultural de los Guardias Rojos. Hoy, el cementerio ha desaparecido y en su lugar hay edificios industriales. En cambio, la lápida fue conservada en un museo local durante muchos años. Su bisnieto, James H. Taylor III, la encontró y con ayuda de una iglesia china de la región, consiguió erigir de nuevo la lápida en el interior de su edificio en 1999.
En la lápida se lee: 

Consagrado a la memoria del reverendo J. Hudson Taylor, ilustre fundador de la Misión al Interior de China. Nacido el 21 de mayo de 1832. Fallecido el 3 de junio de 1905. "Un hombre en Cristo" 2 Cor. XII:2. Este monumento es erigido por los misioneros de la Misión al Interior de China, como señal de su sincero aprecio y amor.

En 2013 la reconversión de ese terreno y la demolición de los antiguos edificios industriales, revelaron que las tumbas de los Taylor seguían intactas. El 28 de agosto de ese año las tumbas fueron excavadas y mudadas a una iglesia local donde fueron nuevamente enterradas en un jardín conmemorativo.

### Contribución a la historia
El inicio de las Faith missions (misiones fundadas sobre la fe), que consiste en enviar misioneros sin sueldo fijo confiando en que Dios, a través de la oración, movilizará hombres para suplir a las necesidades de ellos, ha tenido gran impacto sobre las iglesias evangélicas hasta nuestros días. Tras la muerte de Hudson Taylor, la MIC fue reconocida como la mayor agencia misionera protestante en el mundo. Las biografías sobre Hudson Taylor inspiraron varias generaciones de misioneros, entre los cuales encontramos a Amy Wilson Carmichael que sirvió en la India; Eric Liddell, medallista de oro en los Juegos Olímpicos de París en 1924; Jim Elliot, misionero mártir del siglo XX; Audrey Wetherell Johnson fundadora de la Bible Study Fellowship, así como los evangelistas Billy Graham y Luis Palau.
Los descendientes de James Hudson Taylor continuaron sirviendo como misioneros a pleno tiempo hasta el día de hoy en comunidades chinas de Asia del Este. James Hudson Taylor III (1929-2009) trabajaba en Hong Kong. Su hijo, el misionero James H. Taylor IV, está casado a Yue-Min Ko (primer miembro chino de la familia Taylor).
White Devil: The life and legend of Hudson Taylor es un manga editado en 2006 en homenaje al fundador de la MIC.
Hay una película sobre la vida de Hudson Taylor, producida por la Ken Anderson Films.

Hudson Taylor fue uno de los más grandes misioneros de todos los tiempos, y uno de los cuatro o cinco extranjeros más influyentes del siglo XIX que estuvo en China. Kenneth Scott Latourette

Más que cualquier otro ser humano, James Hudson Taylor fue la mayor contribución a la causa de las misiones mundiales del siglo XIX. Ralph D. Winter

Era ambicioso sin ser orgulloso. Era bíblico sin ser intolerante. Era un seguidor de Jesús sin ser superficial. Tenía carisma sin ser egoísta. Arthur F. Glasser

Turistas chinos han comenzado a visitar su ciudad natal de Barnsley para ver donde su héroe pasó su infancia, y el municipio está proyectando una ruta para guiar a los visitantes a los lugares de interés alrededor de la ciudad.

## Tabla cronológica

### Desde su nacimiento hasta el año 1853
- 21 de mayo de 1832: Nacimiento de Hudson Taylor en Barnsley, Inglaterra.
- Junio de 1849: Conversión de Hudson Taylor en Barnsley.
- Mayo de 1850: Inicia sus estudios de medicina Kingston upon Hull, o simplemente Hull, con la esperanza de ir a China.
- 1851: Bautismo de Hudson Taylor en Hull.
- 2 de septiembre de 1852: Llegada a Londres.

### Primer viaje a China: 1854
- 19 de septiembre de 1853: Hudson Taylor navega a China a bordo del Dumfries como agente de la Chinese Evangelisation Society
- 1 de marzo de 1854: Llegada a Shanghái, China.
- Diciembre de 1854: Primer viaje misionero en los alrededores de Shanghái.
- 1855 / 1856: Siete meses con William Chalmers Burns. Obra en Swatow.
- 12 de marzo de 1856: Navega a Shantou (Swatow), provincia de Cantón o Guangdong, China a bordo del "Geelong".
- Octubre de 1856: Traslado a Ningbó, Zhejiang, China.
- 1857: Hudson Taylor renuncia a la agencia Chinese Evangelisation Society en Ningbó.
- Junio de 1857: Comienza la misión en Ningbó.
- 20 de enero de 1858: Contrae matrimonio con Maria Jane Dyer en Ningbó.
- 31 de julio de 1859: Nacimiento de Grace Dyer Taylor en Ningbó.
- Septiembre 1859: Emprende su cargo del William Parker's Hospital con María en Ningbó.
- 16 de enero de 1860: Hudson Taylor lanza su primer llamado para misioneros en Ningbó.

### La vida en Londres desde 1860 hasta 1866
- 19 de julio a 20 de noviembre de 1860: Navega hacia Inglaterra (a través del Cabo de Buena Esperanza) a bordo del "Jubliee" con María, Grace y Wang Laijun.
- 1860 a 1865: Completó la revisión del Nuevo Testamento en el dialecto de Ningbó para la Sociedad Bíblica Británica y Extranjera.
- 3 de abril de 1861: Nace Herbert Hudson Taylor.
- 1862: Consigue el diploma de miembro del Colegio Real de Cirujanos del Royal London Hospital de Londres.
- 25 de noviembre de 1862: Nace Frederick Howard Taylor.
- 24 de junio de 1864: Nace Samuel Dyer Taylor.
- 25 de junio de 1865: Hudson Taylor, en Brighton, recibe la revelación del plan de Dios respecto de la Misión. Fundación de la "Misión al Interior de China" en la playa de Brighton, Sussex (Inglaterra).
- Octubre de 1865: Primera edición de la obra China: Its Spiritual Need and Claims.
- 12 de marzo de 1866: Se publica en Londres el número 1 del "Misión al Interior de China".

### Segundo viaje a China: 1866-1871
- 26 de mayo a 29 de septiembre de 1866: Navega rumbo a Shanghái, China (a través del Cabo de Buena Esperanza) a bordo del "Lammermuir" con María y sus cuatro hijos.
- Diciembre de 1866: Se instala con el Lammermuir Party en Hangzhou, Zhejiang.
- 3 de febrero de 1867: Nace María Hudson Taylor.
- 23 de agosto de 1867: Fallece su hija Grace Dyer Taylor.
- 22 de agosto de 1868: Sobrevive, con María, a unos alborotos en Yangzhou.
- 29 de noviembre de 1868: Nace Charles Edward Taylor.
- 4 de febrero de 1870: Su hijo Samuel Dyer Taylor fallece a bordo de un barco en el río Yangtzé, cerca de Zhenjiang.
- 7 de julio de 1870: Nace su hijo Noel Taylor, quién fallecerá 13 días después.
- 23 de julio de 1870: Fallece su esposa Maria Jane Dyer en Zhenjiang.

### Descanso y segundas nupcias 1871-1872
- 5 de agosto a 25 de septiembre de 1871: Hudson Taylor vuelve a Inglaterra.
- 28 de noviembre de 1871: Hudson Taylor se casa con Jane Elizabeth Faulding.

### Tercer viaje a China: 1872-1874
- 9 de octubre a 28 de noviembre de 1872: Navega nuevamente a China acompañado de Jane.
- 13 de abril de 1873: Nacimiento de los gemelos.
- Mayo de 1874: Una caída a bordo de un barco le afecta la columna.

### Recuperación en Inglaterra desde 1874 hasta 1876
- 30 de agosto a 15 de octubre de 1874: Viaje de regreso en Inglaterra.
- Invierno de 1874-1875: Paralizado por las lesiones en Londres.
- Enero de 1875: Llamada para dieciocho misioneros.
- 7 de enero de 1875: Nacimiento de Ernest Hamilton Taylor.
- Julio de 1875: Se publica en Londres el primer número de China's Millions.
- 7 de abril de 1876: Nacimiento de Amy H. Taylor.

### Cuarto viaje a China: 1876-1877
- 8 de septiembre a 22 de octubre de 1876: Navegó de nuevo a China.
- 13 de septiembre de 1876: Firma del "Tratado de Chefoo" abriendo el interior de China.
- 10 de mayo de 1877: Primera conferencia general misionera en Shanghái.
- 9 de noviembre a 20 de diciembre de 1877: Regreso en Inglaterra.
- 2 de mayo de 1878: Viaje de la esposa de Taylor a China. Hambruna en el Shansi.

### Quinto viaje a China: 1879-1883
- 24 de febrero a 22 de abril de 1879: Viaja nuevamente a China.
- Mayo de 1879: Estancia a Chefoo. Proyecto de construcciones.
- Agosto de 1880: Primera visita a Guangxin, Jiangxi.
- Noviembre de 1881: Llamada para setenta misioneros.
- 10 de febrero a 27 de marzo de 1883: Viaje de regreso a Inglaterra. Despertar espiritual misionero entre los estudiantes.

### Sexto viaje a China: 1885-1888
- 20 de enero a 3 de marzo de 1885: Navega rumbo a China por sexta vez.
- 5 de febrero de 1885: salida de los Siete de Cambridge.
- Mayo de 1886: Segunda visita a Guangxin, Jiangxi.
- 5 de agosto de 1886: Consagración del pastor Hsi.
- 13 de noviembre de 1886: Primera reunión del Consejo de China, llamamiento de "Los Cien misioneros".
- 9 de enero a 18 de febrero de 1887: Regreso de Hudson Taylor a Inglaterra.
- Febrero de 1887: Participa en la Convención de Keswick (Keswick), Inglaterra.
- 23 de junio a 1 de julio de 1888: Navega a Nueva York, Estados Unidos, a bordo del RMS Etruria. Asiste al Niagara Bible Conference y cruza el continente en el Canadian Pacific Railway.

### Séptimo viaje a China: 1888-1889
- 5 de octubre a 30 de octubre de 1888: Navega a China desde Vancouver, Canadá, a través de Japón.
- 12 de abril a 21 de mayo de 1889: Regreso de Hudson Taylor a Inglaterra por Francia.
- 6 de julio de 1889: De visita a Nueva York.
- Octubre de 1889: Publicación de To Every Creature (A toda criatura), en Londres.
- Noviembre de 1889: Visita a Suecia y Noruega.

### Octavo viaje a China: 1890-1892

#### 17 de marzo de 1890 a 27 de abril de 1890: Regreso a China.
- 7 de mayo de 1890: Predicó el sermón de apertura en la "Conferencia General Misionero" en Shanghái, China e hizo una llamada para mil misioneros.
- 26 de agosto de 1890: Visita a Australia regresando a China en noviembre.
- Marzo de 1892: Junto con Jennie viaja a Vancouver, Columbia Británica, Canadá. Permanecerán allí hasta mayo para viajar posteriormente a Inglaterra.
- 1893: Participación en la "Convención de Keswick" en Inglaterra.
- 1893: Se edita Union and Communion en Inglaterra.
- 1893: Se edita su autobiografía A Retrospect en Inglaterra.
- Abril y agosto de 1893: Visitas a Alemania.
- Febrero de 1894: Testifica a la Royal Commission on Opium (Comisión Real sobre el Opio) como oponente a ese tipo de comercio en Inglaterra.

### Noveno viaje a China
- 14 de febrero a 24 de febrero de 1894: Hudson y Jennie navegan a bordo del "RMS Germanic" desde Inglaterra hasta la isla de Ellis, Nueva York. Hudson Taylor participa en la Conferencia de los estudiantes en Detroit, Míchigan.
- 17 de abril de 1894: Viaje y llegada a Shanghái, China.
- 2 de mayo a 17 de junio de 1896: Salida nuevamente para Inglaterra.
- Junio 1896: Nueva participación en la "Convención de Keswick" en Inglaterra.
- 28 de septiembre de 1897: Su hija, María Hudson Taylor, fallece en Wenzhou, Zhejiang, China.
- 24 de noviembre a 18 de diciembre de 1897: Navega rumbo a Estados Unidos con Jennie.
- 1898: Se edita en Inglaterra Separation and Service.

### Décimo viaje a China
- 15 de enero de 1898: Regreso a China.
- 4 de noviembre de 1898: Asesinato de W. S. Fleming, primer mártir de la MIC.
- 1899: Se publica A Ribband of Blue and other Bible Studies en Inglaterra.
- 16 de enero de 1899: Conferencia en Chongqing, Sichuan, China.
- 28 de junio de 1899: Asistió a las reuniones del Consejo de China en Shanghái.
- 25 de septiembre de 1899: Navegó a Australia, Nueva Zelanda y Estados Unidos acompañado de Jennie.
- 5 de abril de 1900: Llegada a San Francisco, California (EE.UU), para dirigirse a la Ecumenical Missions Conference en el Carnegie Hall, de Nueva York.
- 9 de junio de 1900 a 19 de junio de 1900: Navegó a Inglaterra cuando en China comenzaba el levantamiento de los bóxers.
- 1900: Levantamiento de los bóxers. Asesinato de cincuenta y ocho miembros de la misión y de veintiún niños.
- 19 de junio de 1900: Jubilado con Jennie, en Davos, Suiza.
- Noviembre de 1902: Renuncia como Director de la "Misión al Interior de China".
- 1902 / 1904: Estancia en Suiza, en la localidad de Chevalleyres-sobre-Vevey.
- 1 de enero de 1903: M. D.-E. Hoste es nombrado director general de la "Misión al Interior de China".
- 31 de julio de 1904: Fallece Jane Elizabeth "Jennie" Faulding en Chevalleyres-sobre-Vevey, Suiza.

### Undécimo y último viaje a China
- 15 de febrero a marzo de 1905: Navega a Nueva York, Estados Unidos, a bordo del "RMS Baltic".
- 23 de marzo a 17 de abril de 1905: Navega a China desde San Francisco.
- 3 de junio de 1905: Fallecimiento de Hudson Taylor en Changsha, Hunan, China. Es enterrado el 9 de junio de 1905 en el Cementerio Protestante (actualmente ya no existe) en Zhenjiang, Jiangsu, China.
- Agosto de 2013: Será enterrado de nuevo en una iglesia local en Zhenjiang.

### Creencias
Taylor fue educado en la tradición metodista, pero durante su vida fue miembro de la iglesia bautista de Westbourne Grove cuyo pastor era William Garrett Lewis. Ha mantenido igualmente vínculos estrechos con las Asambleas de Hermanos como George Müller.

## Obra literaria
- Ah-lah kyiu-cü Yiæ-su Kyi-toh-go Sing Iah Shü : peng-veng fæn Nying-po t'u-wô. Feng p'in-tang-p'in: Yih-pin cü siang-te-go tsih-tsông (Nuevo Testamento en dialecto de Ningbó. Primera parte) (1865)
- China's Spiritual Need and Claims (1865)[11]
- China & the Chinese an address to the Young (1865)
- China's Millions[17]
- Union & Communion (1893)
- A Retrospect (1894)
- After Thirty Years (1895)
- Separation and Service (1898)
- A Ribband of Blue And Other Bible Studies (1899)

Varios de sus manuscritos y cartas están archivados en la escuela School of Oriental and African Studies de Londres.